# Nikołaj Kononow
Nikołaj Wikotorowicz Kononow (ros. Никола́й Ви́кторович Ко́нонов, ur. 11 sierpnia?/24 sierpnia 1980 w Moskwie) – rosyjski dziennikarz i pisarz. Redaktor naczelny «Siekriet firmy». Autor dwóch książek: «Bóg bez samochodu: 20 szalone historie, stworzonych  biznesu w Rosji od podstaw» i «Kod Durowa. Prawdziwa historia sieci społecznej "VK" i jego twórcy».

## Życiorys
Od 2012 do 2015 był redaktorem naczelnym internetowym wydaniu nowej generacji przedsiębiorców "Hopes & Fears". Po włączeniu w "The Village" był kierownikiem redakcji "Look At Media".
Był nominowany do Dziennikarza Roku «GQ Man of the Year 2015».